# TuS Chlodwig Zülpich
Der TuS Chlodwig Zülpich (offiziell: Turn- und Sportverein Chlodwig 1896 Zülpich e.V.) ist ein Sportverein aus Zülpich im Kreis Euskirchen. Die erste Fußballmannschaft nahm einmal am DFB-Pokal teil.

## Geschichte

Alternatives Logo

Der Verein wurde im Jahre 1896 als Turnverein Zülpich gegründet. Die Fußballabteilung hat ihre Wurzeln beim Zülpicher Fußball-Club, der im Jahre 1919 gegründet wurde. Ein Jahr später trat die Sportabteilung des katholischen Jungmännervereins der Deutschen Jugendkraft bei und nannte sich DJK Chlodwig Zülpich. Der Name stammt vom Frankenkönig Chlodwig I. 1935 fusionierte der Zülpicher FC mit dem DJK Chlodwig zusammen. Ein Jahr später trat auch der Turnverein bei und der heutige Verein entstand. Der TuS Chlodwig Zülpich bietet neben Fußball die Sportarten Badminton, Basketball, Damengymnastik, Fechten, Fit & More, Handball, Leichtathletik, Radsport und Triathlon, Taekwondo, Tischtennis und Volleyball an.
Die Fußballer schafften im Jahre 1951 den Aufstieg in die Bezirksklasse, mussten aber schon nach einem Jahr wieder absteigen. Im Jahre 1958 ging es für die Zülpicher gar in die 2. Kreisklasse, ehe zwei Jahre später der Wiederaufstieg gelang. 1972 stieg Chlodwig ungeschlagen in die Bezirksklasse auf und schaffte drei Jahre später den Sprung in die Landesliga. 1978 wurden die Zülpicher in der Landesliga Vizemeister hinter Rhenania Richterich und schafften den Aufstieg in die Verbandsliga Mittelrhein. In der Saison 1979/80 nahm der Verein zum bislang einzigen Mal am DFB-Pokal teil und scheiterte in der ersten Runde mit 2:6 am ESV Ingolstadt-Ringsee.
Am Saisonende stieg Chlodwig aus der Verbandsliga ab und schaffte im Jahre 1984 den Wiederaufstieg. Nach drei Jahren ging es erneut runter in die Landesliga, die für mehr als ein Jahrzehnt zur sportlichen Heimat des Vereins wurde. 1997 stieg Chlodwig in die Bezirksliga ab und kehrte für die Saison 1999/2000 noch einmal in die Landesliga zurück. Zwei Abstiege in Folge führten die Zülpicher 2001 in die Kreisliga A, bevor es drei Jahre später in die Kreisliga B runter ging. Im Jahre 2007 erreichte der Verein mit dem Abstieg in die Kreisliga C seinen sportlichen Tiefpunkt. Zwei Aufstiege in Folge brachten den Chlodwig 2010 wieder in die Kreisliga A. Sieben Jahre später gelang dann der Aufstieg in die Bezirksliga, dem 2018 der Aufstieg in die Landesliga folgte.
Seit 2009 gibt es eine Frauenmannschaft. Sie spielt seit 2012 in der Landesliga und wurde dort zwei Jahre später Vizemeister wurde. Neben der Fußballabteilung konnte der Verein im Fechten Erfolge feiern. Raphael Steinberger belegte bei der Deutschen Meisterschaft 2010 den dritten Platz im Degenfechten.
In der Leichtathletik startet Zülpich gemeinsam mit der LGO Euskirchen/Erftstadt als Leichtathletikgemeinschaft Team Voreifel.

## Persönlichkeiten
- Anton Regh